# Friedrich Naumann
Friedrich Naumann (1860 - 1919) foi um teólogo protestante (luterano) e político liberal alemão.
Nascido a 25 de Março de 1860, na Saxónia, Alemanha, filho de um pastor, Friedrich Naumann seguiu a tradição da família e estudou teologia em Leipzig e Erlangen. Como um trabalhador social para a igreja e mais tarde padre, nas zonas industriais da Saxónia, foi confrontado com os problemas sociais da classe trabalhadora.
Em 1890 juntou-se ao "Movimento Social-Cristão" conservador, que abandonou em 1896. Encontrando pessoas que partilhavam as suas visões e ideologia, fundou a "Associação Nacional-Social", que era na realidade um partido liberal de trabalhadores que atraiu muitos jovens. Contudo, esta associação não foi bem sucedida ao nível da política partidária e teve que juntar forças com a "Associação Liberal" ("Freisinnige Vereinigung"), sendo extinta como associação autónoma em 1903. Durante esta época, Naumann tornou-se muito conhecido no Reich Alemão pela sua revista "Die Hilfe" ("Assistência"), tendo sido eleito, em 1907, pela primeira vez para o parlamento.
O principal objectivo de Naumann era unir os vários grupos no Reich Alemão, por forma a criar uma ampla coligação reformadora, que iria dos liberal-nacionalistas aos sociais democratas. Esta coligação deveria trabalhar para uma transformação do sistema político e económico do Reich, então governado pelo imperador Wilhelm II. Naumann convenceu-se que a democracia liberal era a base política para uma solução para os problemas da classe trabalhadora. Em parte conseguiu atingir este objectivo quando em 1910 o "Fortschrittliche Volkspartei" (Partido Popular Progressista) - um partido liberal-social que unia vários movimentos - foi fundado e em 1912 acordos entre os liberais e os sociais democratas criaram condições para uma maioria progressista no parlamento. Naumann manteve-se membro do parlamento, assumindo o papel de líder da bancada liberal até 1918.
Em 1914 rebentou a Primeira Guerra Mundial. Após a derrota devastadora do Reich Alemão em 1918, o imperador teve que abdicar. Naumann depositou todas as suas esperanças na reforma democrática como o caminho para a reconstrução. Como um pioneiro da integração Europeia, Naumann propagou a idea de uma união económica e militar dos países da Europa Central, uma ideia que encontrou um vasto apoio entre a população alemã, mas não entre os líderes militares.
Naumann acreditiva numa reforma pacífica. Encarava a educação política como um dos ingredientes mais importantes para o sucesso da reforma que idealizava e como base essencial para uma democracia bem sucedida. Em 1917 fundou a "Staatsbürgerschule" (escola de cidadãos) em Berlim, que se transformou posteriormente, após a sua morte, na Universidade Alemã de Ciências Políticas.
Por forma a induzir a mudança democrática necessária no período pós-guerra, Naumann foi co-fundador de um novo partido, o "Deutsche Demokratische Partei" (Partido Democrata Alemão). Como líder deste partido, tornou-se membro da assembleia nacional que iria trabalhar na nova constituição. Naumann contribuiu substancialmente para a chamada "Constituição de Weimar", juntamente com Hugo Preuss, constituição essa que enunciou os direitos dos cidadãos e instituiu uma democracia federal. Uma coligação de forças pró-democracia foi bem sucedida em adoptar esta constituição, o que conduziu à proclamação da "República de Weimar". Alguns dias após esta grande vitória para a democracia liberal, Friedrich Naumann falece a 24 de Agosto de 1919, na cidade alemã de Travemünde.
Quando após a Segunda Guerra Mundial o estudante e colega de trabalho Theodor Heuss foi eleito presidente da nova República Federal da Alemanha, este tomou a iniciativa de fundar a Fundação Friedrich Naumann, organização próxima do FDP. Esta fundação tinha como objectivo dar continuação à herança de Naumann na área da educação política e apoiar a luta mundial por uma democracia liberal.